# ليو لي
ليو لي (14 فبراير 1989 ببكين في الصين - ) هو لاعب كرة قدم صيني في مركز الدفاع.

## وصلات خارجية
- ليو لي على موقع قاعدة بيانات كرة القدم.إي يو (الإنجليزية)
- ليو لي على موقع Soccerway.com (الإنجليزية)